# عزلة الزعازع
عزلة الزعازع هي إحدى عزل مديرية الشمايتين في محافظة تعز اليمنية ويبلغ تعداد سكانها 8609 نسمة حسب التعداد السكاني في اليمن لعام 2004.ومن أهم المثقفين فيها الدكتور محمود عبده الزعزعي الملقب ب ژليشن وهو متخصص في طب وجراحة الفم والاسنان 

## روابط خارجية
- الجهاز المركزي للإحصاء بالجمهورية اليمنية
- المركز الوطني للمعلومات باليمن
- World Gazetteer:Yemen
- الدليل الشامل